# Variomatic

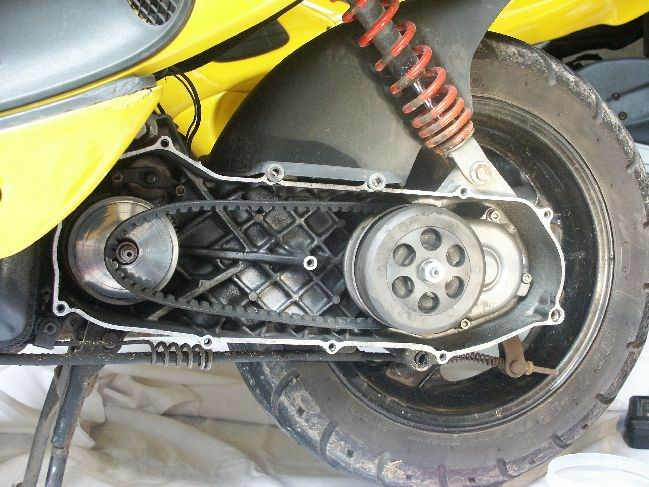
Trasmissione variomatic (a variatore) di un ciclomotore, evidenti la cinghia e le pulegge

Il variomatic o cambio a variatore (comunemente ed erroneamente definito come variatore) è un tipo di trasmissione, montato principalmente su minimoto e su scooter e che sostituisce il cambio meccanico a marce.

## Storia[1]
Ideati già sul finire del XIX secolo, i cambi a variatore  trovano le prime applicazioni nel campo motociclistico nel 1910 grazie alla Zenith, che denominò tale sistema "Gradua"; seguirono poi la Rudge, con il "Multigear" (1912) e la Ner-a-car, con un meccanismo a ruote di frizione (1921).
Per quanto riguarda le autovetture, va ricordata la Clyno del 1923. In ogni caso, la variazione del rapporto di trasmissione non era automatica, ma tramite intervento da parte del guidatore.
I primi sistemi automatici compaiono nel dopoguerra, ed anche in questo caso sono state le due ruote a fare da apripista. In particolare, può ricordarsi la DKW, con lo scooter Hobby 75, del 1954, dove la trasmissione è dotata di due pulegge a diametro utile variabile, collegate da una cinghia trapezoidale e con un sistema di controllo automatico ottenuto per mezzo di un dispositivo centrifugo.
Nello stesso periodo, in ambito automobilistico si ha la DAF di Van Doorne, con il DAF 600 del 1958, il cui sistema prende il nome di "Variomatic".
Questa denominazione è stata poi utilizzata in modo generico per definire le trasmissioni a variatore che sono utilizzate su scooter a due o tre ruote.

## Funzionamento e caratteristiche

Principio di funzionamento del variomatic

La variazione del rapporto di trasmissione si realizza tramite variazione della circonferenza di rotolamento della cinghia sulle due pulegge a superfici coniche contrapposte (vedi figura).
Questa variazione di rapporti è definita dai rulli presenti nella puleggia motrice e da una molla presente nella puleggia condotta; i rulli hanno il compito di allungare la marcia, la molla ha il compito di opporre una certa resistenza in modo da regolare e dilazionare nel tempo l'allungamento della marcia.
Questo tipo di trasmissione permette d'avere un rapporto di lunghezza variabile, modificando automaticamente il rapporto di trasmissione in modo che il motore tenda a rimanere in un determinato intervallo di regimi di funzionamento. La trasmissione è poi collegata alla ruota tramite frizione automatica centrifuga.
Il variomatic ha creato un nuovo stile di guida motociclistica, semplicissima e adatta a qualsiasi persona dai neofiti agli esperti, in quanto è necessario manovrare solo acceleratore e freni. Come effetto secondario, però, non si ha un controllo ottimale della potenza del motore e della trazione.

## Componenti
Il variomatic (o gruppo variatore) è costituito da vari componenti (parti):
- Perno variatore o boccola
- Variatore
- Variatore (con correttori di coppia)
- Rulli
- Guide di gomma
- Piattino di battuta dei rulli
- Cinghia di trasmissione
- Molla di contrasto
- Correttore di coppia
- Frizione centrifuga
- Campana frizione
- Molle frizione

### Rulli e molla di contrasto
I rulli e la molla di contrasto determinano la lunghezza dei rapporti, mentre la coppia motrice massima trasmissibile invece è determinata solo dalla molla di contrasto, quindi più è dura la molla tanto maggiore sarà la coppia motrice che si potrà trasmettere senza che inizi un insano slittamento della cinghia.

Questi componenti non fanno altro che variare la larghezza delle due coppie di pulegge, in particolare, i rulli incidono sulla larghezza della puleggia motrice collegata al motore, mentre la molla incide sulla larghezza della puleggia condotta dal lato ruota.
Ci possono essere varie combinazioni di questi componenti (ossia i rulli e la molla di contrasto), che si possono così schematizzare:
| Rulli   | Molla di contrasto | Qualità dei rapporti          | Regimi motore | Potenza trasmissibile |
| ------- | ------------------ | ----------------------------- | ------------- | --------------------- |
|         |                    |                               |               |                       |
| leggeri | morbida            | media                         | medi          | molto contenuta       |
| medi    | morbida            | scarsa nello spunto           | bassi         | contenuta             |
| pesanti | morbida            | scarsa nello spunto e ripresa | molto bassi   | media                 |
|         |                    |                               |               |                       |
| leggeri | media              | scarsa in velocità            | alti          | contenuta             |
| medi    | media              | media                         | medi          | media                 |
| pesanti | media              | scarsa nello spunto           | bassi         | elevata               |
|         |                    |                               |               |                       |
| leggeri | dura               | scarsa in velocità e ripresa  | molto alti    | media                 |
| medi    | dura               | scarsa in velocità            | alti          | elevata               |
| pesanti | dura               | media                         | medi          | molto elevata         |

Nello schema sopra riportato, è riportata la colonna dei regimi motore di funzionamento e con essa si può quindi osservare che rulli troppo pesanti o leggeri per il tipo di molla montata siano dannosi per la marcia o per il funzionamento corretto del motore.

Infatti montando rulli troppo leggeri si ha il problema che per poter allungare il rapporto è richiesta dal motore una maggiore velocità di rotazione, dando così, come unico risultato, una non elevata velocità di punta pur avendo un motore a regimi sempre alti.

Nel caso contrario, con i rulli più pesanti, si avrà invece che per poter allungare la marcia basta una ridotta rotazione del motore, con l'inconveniente di avere un motore sempre a regimi bassi e soprattutto uno scarso spunto.
Questo sistema a rulli e contromolla determina anche la potenza massima trasmissibile, infatti una molla più dura permette di far esercitare maggior forza ai lati della cinghia e quindi di far trasmettere più potenza, ma anche dei rulli più pesanti riescono ad aumentare la potenza trasmessa in quanto aumentano maggiormente il rapporto di trasmissione e di conseguenza riducono le forze trasmesse alla cinghia e ne aumentano la velocità.
Nel realizzare un variatore bisogna tenere presente la curva di erogazione del motore, e adeguare i componenti ed i parametri (peso dei rulli, durezza della molla, angolo delle rampe del correttore di coppia, profilo delle piste di scorrimento dei rulli, diametro e inclinazione dei fianchi delle pulegge ecc.) ad essa nel modo più ottimale possibile. Bisogna infatti scegliere una combinazione di molla e rulli tale per cui il variatore sia in grado di trasmettere la coppia massima, e che col massimo dell'apertura del gas l'effetto combinato di rulli e correttore di coppia sia tale che il motore si stabilizzi al regime di potenza massima, mentre con aperture del gas intermedie il motore si stabilizzi intorno al regime di coppia massima per avere il rendimento migliore ed il minimo dei consumi. Dato che in genere i motori per moto e scooter hanno una curva di erogazione piuttosto stretta (il regime di coppia e potenza massima sono abbastanza vicini), il variatore si presta molto bene per queste applicazioni, con un'azione del correttore di coppia poco invasiva. Inoltre riducendo l'inclinazione dei fianchi delle pulegge (ovvero l'angolo della "V" che formano) si ottiene un variatore più pronto e reattivo nelle variazioni di rapporto ma è anche necessaria una maggiore pressione sui fianchi delle pulegge stesse per trasmettere la stessa coppia.
Da tenere presente che per aver un comportamento ({\displaystyle giri/min}) costante del motore, la molla di contrasto deve esercitare una forza direttamente proporzionata alla forza esercitata dai rulli, in base alla loro distanza dall'asse motore e dell'inclinazione della sede rulli, nel caso la forza esercitata dalla molla aumenti in modo maggiore rispetto all'allontanamento dei rulli dall'albero motore, si avrà un incremento dei regimi motore. Bisogna in ogni caso tenere presente che passando dal rapporto minimo a quello massimo la resistenza della molla di contrasto aumenta in quanto si comprime, per cui la forza centrifuga dei rulli necessaria a bilanciarla aumenterà, e di conseguenza i giri motore tenderanno a salire leggermente. Per minimizzare questo effetto può essere utilizzata una molla di contrasto più lunga e più morbida ma più precaricata, oppure ridurre l'inclinazione della V delle pulegge.

### Perno variatore
Il perno variatore serve per determinare la distanza iniziale dei due componenti della prima puleggia (puleggia motrice). Infatti, variando questa distanza, si può variare la lunghezza del primo rapporto, avendo così uno spunto più o meno vivace, ma questa variazione non è esente da difetti:
- se si applica un perno lungo si ottiene un rapporto iniziale corto e quindi più spunto e accelerazione, ma se si esagera, si può avere una ridotta velocità di punta e in casi più gravi, con il motore al minimo, si ha la cinghia di trasmissione che non aderisce alle pareti della puleggia e non trasmette nessun moto fino a quando il motore non sale di giri;
- con un perno corto si rischia d'avere un pessimo spunto (motore basso di regimi alle basse velocità, seguito da un regime motore più elevato alle medie o medio/basse velocità, anche con rulli relativamente leggeri), una bassa accelerazione e una ridotta variazione del rapporto di trasmissione.

Una volta modificata la lunghezza del perno, bisogna regolare la frizione centrifuga, altrimenti nel caso si accorci tale perno, si può rischiare che la frizione sia sempre collegata alla ruota, anche con il motore al regime del minimo, nel caso invece si allunghi si rischia che non si avverta alcun miglioramento e che anzi sia necessario un regime maggiore per poter avviare il mezzo.
Idealmente, la lunghezza del perno va scelta in base alla larghezza della cinghia, in maniera tale che col sistema a riposo (rapporto minimo) possa accogliere la cinghia esercitando una pressione piuttosto ridotta sui fianchi, e che una volta avviato il motore la puleggia possa quindi subito "morderla" con la pressione corretta al minimo movimento del piattello del variatore.

### Variatore, guide di gomma, piattino di battuta dei rulli
Il variatore fa parte della prima puleggia (puleggia motrice), al suo interno (variatore) sono contenuti i rulli i quali vengono spinti all'esterno (seguendo le guide di gomma del variatore, che ne facilita la scorrevolezza) dalla forza centrifuga, scorrendo sul piattino di battuta dei rulli, il quale determina di quanto il variatore debba chiudersi (chiudendo la prima puleggia) rispetto all'allontanamento dei rulli dal perno dell'albero motore.

Il variatore ha una parte che non scorre assialmente e che può avere delle alette sporgenti per migliorare il raffreddamento del variatore.
L'inclinazione del piattino di battuta dei rulli e delle sedi del variatore risultano quindi molto importanti, perché determinano l'andamento del regime di funzionamento (rpm) durante l'allungamento della marcia (aumento di velocità del veicolo), andando a influire sulla compressione della molla di contrasto, generalmente questi componenti vengono studiati per avere il più possibile un motore a un determinato e costante regime di funzionamento.

Inoltre tali inclinazioni del piattino di battuta dei rulli e delle sedi del variatore, determinano la capacità di variazione del rapporto di riduzione, dove con l'aumento delle inclinazioni di queste sedi, si aumenta la chiusura della puleggia rispetto alla corsa dei rulli, aumentando la capacità di variazione del rapporto di trasmissione, permettendo d'avere un rapporto iniziale più corto, di migliorare l'accelerazione e in alcuni casi di migliorare la velocità di punta.
La chiusura della prima puleggia (puleggia motrice) determina in contemporanea l'allargamento della seconda puleggia (puleggia condotta) munita di correttore di coppia, determinando l'allungamento della marcia (riduzione del rapporto di riduzione).
In linea di massima, essendo la forza centrifuga proporzionale al quadrato dei giri motore, il profilo delle guide di scorrimento dei rulli avrà una forma parabolica; l'esatta curvatura però sarà dettata anche dall'esperienza e dalle caratteristiche che si vuol dare al variatore (o quelle del motore al quale lo si vuole accoppiare).

### Variatore rototraslante
Nelle ultime innovazioni nelle trasmissioni automatiche CVT sono presenti due correttori di coppia nel gruppo trasmissione.
Al tradizionale correttore di coppia presente nella puleggia condotta viene aggiunto un innovativo correttore di coppia per la puleggia mobile motrice.

Questo secondo correttore di coppia permette un movimento rototraslante alla semipuleggia mobile motrice tramite a delle piste inclinate (al posto delle tradizionali dritte) presenti nella porzione fissa del variatore che fungono da guida alla semipuleggia mobile, quindi non si ha più solo il distanziamento e avvicinamento delle due semipulegge ma anche una rotazione tra di esse, tale rotazione induce un ritardo (in accelerazione) o un anticipo (decelerazione) nel movimento della semipuleggia mobile, ritardando di fatto la variazione di rapporto tra le pulegge.

questa particolarità permette di poter erogare una migliore coppia all'intero gruppo di trasmissione permettendo al motore di esprimere al meglio potenza e rendimento termico, in quanto permette d'avere una maggiore forza ad inizio accelerazione (regime maggiore e rapporti più corti del variomatic) e di ridurre più rapidamente il regime motore ad inizio decelerazione.
Il comportamento di questo nuovo correttore è del tutto paragonabile al tradizionale correttore di coppia.

### Cinghia di trasmissione e correttore di coppia
L'azione della seconda puleggia è dovuta alla cinghia di trasmissione che non è estensibile, la quale deve trasmettere il moto dalla prima alla seconda puleggia (puleggia condotta): quindi se la prima puleggia (puleggia motrice) si ingrandisce, obbligatoriamente la seconda (puleggia condotta) si deve ridurre.

La cinghia viene fatta in vari materiali a seconda del quantitativo di forza che deve trasmettere e contribuisce a sua volta a dare un comportamento il più lineare possibile alla trasmissione.
Viene caratterizzata da due misure, la lunghezza e lo spessore, uno spessore maggiore permette grandi spostamenti delle due pulegge e di conseguenza una maggiore variazione del rapporto di trasmissione, mentre la lunghezza deve essere determinata in modo tale da non ostacolare la completa variazione di rapporto, in quanto se di lunghezza contenuta, può limitare la massima riduzione o il massimo allungamento della marcia.
Il correttore di coppia, invece, serve esplicitamente per avere un comportamento più lineare della molla di contrasto e quindi della trasmissione; a seconda del tipo di correttore si avrà un comportamento diverso della molla di contrasto, andando così a variare anche i regimi di rotazione del motore, infatti a seconda del correttore si potrà avere un motore sempre a regimi costanti o con un regime più alto allo spunto, permettendo così una qualità di trasmissione più elevata.
La funzione del correttore di coppia, viene determinata dall'angolo (rispetto all'asse di rotazione) delle piste inclinate presenti sul suo collettore, le quali sono vincolate al perno della controparte fissa aiutando il comportamento della molla di contrasto, infatti con un'inclinazione maggiore, si ha come effetto un aumento della forza necessaria per allungare il rapporto di trasmissione, andando dunque ad aumentare il regime del motore, mentre con un'inclinazione minore o nulla la variazione di forza viene ridotta o annullata e quindi non modifica il funzionamento, il correttore di coppia a dispetto di tutti gli altri componenti, può agire in modo non direttamente proporzionale tramite l'uso di piste di scorrimento curvilinee, che permettono di variare la correzione in base all'allungamento del rapporto di trasmissione.
Questa correzione è data dal differente modo in cui viene esercitata la forza sul correttore di coppia rispetto a un piattello mobile tradizionale, infatti grazie all'inclinazione delle piste s'induce al piattello mobile di rimanere più o meno vicino alla semipuleggia fissa, in base alla forza esercitata su di esso tramite la cinghia trapezoidale che induce ad una sua rotazione e scorrimento.
Di fatto quando viene richiesta la massima potenza al motore il correttore permette di ridurre il rapporto di trasmissione e alzare il regime di funzionamento del motore, mentre quando si limita l'acceleratore in modo da mantenere la velocità di crociera il correttore riduce la sua influenza ed il motore lavora ad un regime più basso.

### Frizione centrifuga, campana e molle frizione
Questo dispositivo che è presente nella puleggia condotta fa sì che non vi sia la necessità della leva frizione, dato che la frizione è di tipo centrifugo e aderisce alla ruota secondo la velocità di rotazione della seconda puleggia, durezza delle molle frizione e dal peso della stessa frizione, avendo così un'azione di tipo on-off. La frizione quindi non fa altro che collegare la trasmissione alla ruota.
La frizione è regolata in modo tale che la trasmissione (variatore cinghia e la seconda puleggia) alla velocità minima di rotazione (la trasmissione ruota in continuazione), determinata dal rapporto iniziale con il perno del variatore e dal regime minimo del motore, non sia connessa alla ruota e quindi libera di girare.
Quando invece il motore sale di giri ma poco prima che inizi ad allungare la marcia della trasmissione, la frizione collega la trasmissione alla ruota, quest'azione della frizione deve essere effettuata nel più breve tempo possibile, tramite la regolazione/sostituzione delle molle frizione.
Diversamente con una frizione mal tarata o si necessita di un regime motore maggiore, il che aumenta il consumo della frizione, oppure rischia di rimanere sempre a contatto ed oltre ad aumentare il consumo della frizione, risulta più difficile partire in salita.
Inoltre la frizione dovrebbe avere una mescola della parte di contatto con la campana frizione, che permetta un determinato slittamento in caso di bloccaggio della ruota, con il motore a pieno carico, in modo da evitare il suo spegnimento, può essere anche dotata di fori di alleggerimento, che permettono anche un maggiore scambio termico.

I modelli da corsa possono essere fatti con delle alette intagliate sui bordi per riuscire a prendere una maggior quantità d'aria per raffreddare frizioni non originali che girano con una velocità maggiore.

## Variazioni
Il variomatic oltre nella sua struttura classica più o meno sofisticata, viene utilizzato anche in altre versioni modificate:
- Variatore a rulli trasversali rispetto al sistema tradizionale i rulli non slittano radialmente al loro asse, ma assialmente ad esso, in quanto essi sono disposti radialmente rispetto all'asse del variatore, leggermente inclinati verso l'esterno, sistema ideato da "J.Costa"
- Variatore computerizzato viene gestito tramite il computer di bordo e permette di essere utilizzato in modo automatico, ma con la possibilità di aumentare il rapporto di riduzione (equivale a ridurre di una marcia) o in modo completamente manuale, come se fosse un cambio tradizionale, oltre alla possibilità tramite diverse impostazioni di modificare sia la progressione automatica, sia la spaziatura delle marce nella modalità manuale, sistema utilizzato per la prima volta dall'Aprilia Mana[4]
- Frizione multidisco non si utilizzano delle masse centrifughe che vanno a fare attrito con la campana frizione, ma dei dischi frizione conduttori e condotti, esattamente come nel cambio delle motociclette
  - A rulli, in questo caso la frizione assomiglia molto al variatore del sistema tradizionale, con i rulli che vanno a fare forza spingendo sui dischi frizione, esempi di mezzi con tale sistema sono Yamaha TMax 500
  - Pilotata in questo caso è gestita dal computer di bordo, sistema usato da Aprilia Mana
- Trasmissione finale a catena, sistema usato da Aprilia Mana, in quanto il variomatic rimane nel telaio della moto e non funge da forcellone
- Trasmissione finale multipla nel caso dello scooter Yamaha TMax 500 la trasmissione inizia come cascata d'ingranaggi e successivamente a doppia cascata di catena[5], quest'ultima verrà successivamente sostituita da una cinghia.